# Primera B 1955
Het seizoen 1955 van de Primera B was het veertiende seizoen van deze Uruguayaanse voetbalcompetitie op het tweede niveau.

## Teams
Er namen acht ploegen deel aan de Primera B in dit seizoen. CS Miramar was vorig seizoen vanuit de Primera División gedegradeerd, zes ploegen handhaafden zich op dit niveau en Colón FC promoveerde vanuit de Divisional Intermedia.
Zij kwamen in plaats van het gepromoveerde IA Sud América en het gedegradeerde CS Cerrito.
| Club                        | Stad       | Stadion                         | Vorig seizoen |
| --------------------------- | ---------- | ------------------------------- | ------------- |
| CA Bella Vista              | Montevideo | Parque José Nasazzi             | 4e            |
| Club Canillitas del Uruguay | Montevideo | Onbekend                        | 5e            |
| Central FC                  | Montevideo | Estadio Parque Palermo          | 2e            |
| Colón FC                    | Montevideo | Estadio Parque Dr. Carlos Suero | 1e (Int.)     |
| CA Fénix                    | Montevideo | Estadio Parque Capurro          | 6e            |
| CS Miramar                  | Montevideo | Blengio Salvio                  | 10e (1ª)      |
| CA Progreso                 | Montevideo | Parque Miguel Campomar          | 7e            |
| Racing Club de Montevideo   | Montevideo | Estadio Parque Osvaldo Roberto  | 3e            |

## Competitie-opzet
Alle ploegen speelden driemaal tegen elkaar. De kampioen promoveerde naar de Primera División. De ploeg die over de laatste twee seizoenen de slechtste resultaten had behaald degradeerde naar de Divisional Intermedia.
Geen enkele ploeg slaagde erin om de eerste twee wedstrijden te winnen en pas in de vierde speelronde was er voor het eerst een ploeg die alleen aan de leiding ging: CA Fénix had zes punten behaald en was als enige nog ongeslagen. Die status raakte Fénix in de zesde speelronde kwijt na een nederlaag tegen Racing Club de Montevideo. Beide ploegen deelden na het eerste deel van het seizoen (na zeven duels) de koppositie met tien punten. CA Bella Vista stond derde met negen punten. Club Canillitas del Uruguay en CA Progreso stonden onderaan.
Fénix en Racing hielden elkaar de volgende vijf weken in evenwicht, totdat ze elkaar troffen tijdens de dertiende speelronde. Racing won wederom en bleef daardoor als enige over aan kop. Hoewel ze tijdens de veertiende speelronde verloren van promovendus Colón FC bleef Racing alleen leider omdat ook Fénix verloor. Na twee derde van de competitie had Racing twee punten meer dan Fénix en vier punten meer dan zowel Bella Vista als Central FC. De overige ploegen stonden allemaal binnen één punt van elkaar in het rechterrijtje.
Racing Club de Montevideo begon het laatste deel van de competitie goed met vier achtereenvolgende zeges. Omdat de concurrentie punten liet liggen, hadden ze na achttien speelrondes al een voorsprong van zeven punten opgebouwd. Met nog drie rondes te gaan was dit al niet meer te overbruggen door de andere ploegen. Hierdoor keerden de Cerveceros na elf jaar afwezigheid weer terug op het hoogste niveau. Fénix en Central eindigden uiteindelijk als tweede en derde, met zeven punten minder dan Racing. De strijd tegen degradatie werd beslecht in het nadeel van Progreso. Ze haalden weliswaar meer punten dan vorig jaar, maar dat was onvoldoende voor handhaving. Daarmee eindigde een verblijf van 24 jaar op de twee hoogste niveaus. De Gauchos del Pantanoso zouden volgend seizoen echter direct weer promoveren vanuit de derde klasse.

### Eindstand
|    | Club                        | Sp. | W  | G | V  | Pnt. | DV | DT | DS  |
| -- | --------------------------- | --- | -- | - | -- | ---- | -- | -- | --- |
| 1. | Racing Club de Montevideo   | 21  | 13 | 4 | 4  | 30   | 54 | 36 | +18 |
| 2. | CA Fénix                    | 21  | 9  | 5 | 7  | 23   | 46 | 36 | +10 |
| 3. | Central FC                  | 21  | 10 | 3 | 8  | 23   | 46 | 48 | –2  |
| 4. | CA Bella Vista              | 21  | 8  | 5 | 8  | 21   | 32 | 38 | –6  |
| 5. | Colón FC                    | 21  | 6  | 7 | 8  | 19   | 34 | 35 | –1  |
| 6. | CS Miramar                  | 21  | 7  | 5 | 9  | 19   | 39 | 44 | –5  |
| 7. | Club Canillitas del Uruguay | 21  | 5  | 7 | 9  | 17   | 39 | 47 | –8  |
| 8. | CA Progreso                 | 21  | 7  | 2 | 12 | 16   | 45 | 51 | –6  |

### Legenda
| Kleur | Kwalificatie voor                   |
| ----- | ----------------------------------- |
|       | Promotie naar Primera División 1956 |

| Winnaar Primera B 1955             |
| ---------------------------------- |
| Racing Club de Montevideo 1e titel |

### Degradatie
Een ploeg degradeerde naar de Divisional Intermedia; dit was de ploeg die over de laatste twee jaar het minste punten had verzameld in de competitie (42 wedstrijden). Aangezien CS Miramar (gedegradeerd uit het hoogste niveau) en Colón FC (gepromoveerd vanuit het derde niveau) vorig seizoen nog niet in de Primera B speelden, telden hun behaalde punten in dit seizoen dubbel.
|    | Club                        | Sp. | 1954 | 1955 | Tot. |
| -- | --------------------------- | --- | ---- | ---- | ---- |
| 1. | Racing Club de Montevideo   | 42  | 26   | 30   | 56   |
| 2. | Central FC                  | 42  | 29   | 23   | 52   |
| 3. | CA Bella Vista              | 42  | 25   | 21   | 46   |
| 4. | CA Fénix                    | 42  | 16   | 23   | 39   |
| 5. | Colón FC                    | 21  | –    | 19   | 38   |
| 6. | CS Miramar                  | 21  | –    | 19   | 38   |
| 7. | Club Canillitas del Uruguay | 42  | 20   | 17   | 37   |
| 8. | CA Progreso                 | 42  | 14   | 16   | 30   |

### Legenda
| Kleur | Degradatie naar            |
| ----- | -------------------------- |
|       | Divisional Intermedia 1956 |

## Topscorers
José Baksa van CA Fénix werd topscorer van de competitie met twintig doelpunten. Dit was een doelpuntenrecord in de Primera B en zou vier decennia lang het record voor deze competitie blijven.
| №  | Speler     | Club(s)  | Goals |
| -- | ---------- | -------- | ----- |
| 1. | José Baksa | CA Fénix | 20    |